# ウルグアイ文学
ウルグアイ文学（ウルグアイぶんがく、スペイン語:Literatura de Uruguay）では、ウルグアイ東方共和国の文学について述べる。

## 歴史

### 成立
ウルグアイ固有の文学と呼びうるものが成立したのは、連邦同盟の軍人だったバルトロメ・イダルゴ(1788-1822)の田園詩『愛国的な対話』からである。イダルゴはそれまで粗野な貧民として扱われていたガウチョを古いヨーロッパの克服を目指す独立戦争の主体として描き、ガウチョ文学を創始した。イダルゴによって、イスパノアメリカの詩はヨーロッパとは異なる方向に向かった。

### ロマン主義
ロマン主義の時代はアドルフォ・ベロとフアン・ソリージャ・デ・サン＝マルティンの二人によって導かれた。アレハンドロ・マガリニョス・セルバンテスは小説『カラムル』（1848）で、白人男性とインディオ女性の婚姻を描き、インディオ文学に名を残した。

### モデルニスモ

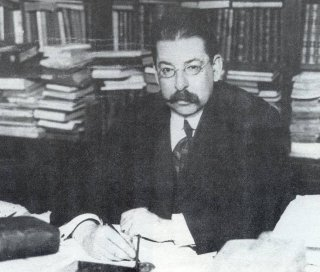
ホセ・エンリケ・ロドー。『アリエル』（1900）でアメリカ合衆国の物質文明と対置されるべきラテンアメリカの精神文明を称揚した。

ニカラグアのルベン・ダリーオによって輪郭を与えられた19世紀末のモデルニスモ文学の影響はウルグアイにも及んだ。『山上の法悦』（1904-1907）で知られるフリオ・エレーラ・イ・レイシグはモデルニスモ詩の巨匠の一人であり、全ラテンアメリカで最も偉大な詩人の一人であった。モデルニスモ散文においてもウルグアイは多くの人物を生み出した。ウルグアイのモデルニスモ散文には、自然主義に傾倒し、ガウチョをテーマにしたエドゥアルド・アセベド・ディアス、写実主義的にありのままの落ちぶれたガウチョを描いたハビエル・デ・ビアナ、カルロス・レイレス、上流階級の人と同じぐらいの大変な人気と趣に富んだ作者として大きな影響を与え、モデルニスモを新境地へ押し上げたオラシオ・キロガなどの名が挙げられるが、特に活躍したのはホセ・エンリケ・ロドーだった。ロドーはウィリアム・シェイクスピアの『テンペスト』から着想を得た寓話『アリエル』（1900）で、キャリバンに象徴された物質主義的なアメリカ合衆国文明に対し、アリエルに象徴された精神主義的なラテンアメリカ文明を対置した。ロドーのアリエル主義は瞬く間にラテンアメリカの青年層の支持を集めた。彼等はラテンアメリカフィクション散文の第一世代となった。
その後、後期モデルニスモにおいてはフアナ・デ・イバルボウロウとデルミラ・アグスティーニの二人の女性によってウルグアイ文学は牽引され、イバルブールは全くその時代のイスパノアメリカの情感を詩的な方向に規定し、大変な人気を誇った。エミリオ・フルゴーニとエミリオ・オリベは作詞家として有名だった。

### 現代の文学

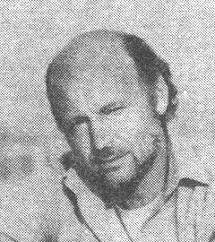
エドゥアルド・ガレアーノ。著作の『収奪された大地 ラテンアメリカ五百年』（1971）は現在も強い影響を与えている。

散文とフィクションの分野で傑出した人物としては、エンリケ・アモリム、フアン・カルロス・オネッティ、カルロス・マルティネス・モレーノ、マリオ・ベネデッティ、ホルヘ・マフード、フェリスベルト・エルナンデスらの名が挙げられる。オネッティは『井戸』（1939）以来絶望的な日々を描き、1980年にセルバンテス賞を受賞した。
エドゥアルド・ガレアーノはノンフィクションや歴史エッセイを著し、『収奪された大地 ラテンアメリカ五百年』（1971）はラテンアメリカ諸国で古典的な歴史書となった。コンスタンシオ・C・ビヒルは、大変道徳的な子供向けの作品によって愛された作家だった。
フローレンシオ・サンチェスはウルグアイで最も有名な劇作家となっている。

## 脚註